# دارين هيوستن
دارين هيوستن هو كبير الإداريين التنفيذيين كندي، ولد في 3 يناير 1966 في هوب في كندا.